# John D. Hancock
John D. Hancock (Kansas City, 12 febbraio 1939) è un regista statunitense.
Di questo regista, non molto prolifico, si ricordano soprattutto due opere degli anni '70: la prima, Batte il tamburo lentamente, del 1971, con Robert De Niro e Michael Moriarty, si era fatta notare perché, pur essendo un melodramma, manteneva una grande intensità senza diventare patetica. Ancora più interessante è il film La morte corre incontro a Jessica del 1973, horror psicologico che sa spaventare senza grandi effetti speciali. Sotto quest'ultima opera, molti critici vedono una sottolineatura del fallimento del sogno degli hippy: infatti i due protagonisti sono due ex figli dei fiori divenuti contadini per vivere, che girano su un carro funebre con la scritta "love" e il simbolo della pace, in totale contrasto con dei paesani assolutamente cinici.

## Filmografia parziale

### Regista
- Batte il tamburo lentamente (1971) come John Hancock
- La morte corre incontro a Jessica (1973) come John Hancock
- Baby Blue Marine (1976)
- Ai confini della realtà (The Twilight Zone) - Serie TV, 5 episodio (1985-1986) 4 episodi come John Hancock
- Il seme della gramigna (1987)
- La renna (1989)